# Râul Alb, Dâmbovița
Râul Alb este un curs de apă, afluent al râului Dâmbovița în județul Dâmbovița.  